# Tòa thị chính ở Świdnica
Tòa thị chính ở Świdnica (tiếng Ba Lan: Ratusz w Świdnicy) là một tòa nhà lịch sử tọa lạc tại số 37 Quảng trường chợ, Świdnica, Ba Lan.

## Lịch sử
Ban đầu, tòa nhà của tòa thị chính là một tòa nhà hai tầng, được xây dựng từ năm 1329 đến năm 1336 theo phong cách kiến trúc Gothic. Một trận hỏa hoạn xảy ra vào năm 1393 đã khiến tòa tháp của tòa thị chính bị cháy rụi. Sau đó, tòa tháp và toàn bộ tòa thị chính được xây dựng lại và trùng tu. Tuy nhiên, tòa nhà tiếp tục bị một trận hỏa hoạn lớn khác xảy ra vào ngày 9 tháng 5 năm 1528 thiêu rụi. Tòa tháp và tòa thị chính lại được tái thiết trong các năm 1548 - 1555 và 1717 - 1720, kể từ đó tòa nhà có được diện mạo hiện tại.
Tòa tháp của tòa thị chính bị quân đội Áo phá bỏ vào năm 1757, nhưng đã được xây dựng lại vào năm 1765 như một bản sao tỷ lệ 1: 2 của tháp nhà thờ giáo xứ.
Vào ngày 5 tháng 1 năm 1967, tháp của tòa thị chính sụp đổ do quá trình cải tạo không hiệu quả của chính tòa tháp và việc phá dỡ các tòa nhà lân cận. Công việc tái thiết tòa tháp bắt đầu vào đầu tháng 6 năm 2010, và lễ khánh thành tháp tòa thị chính ở Świdnica được tổ chức vào ngày 17 tháng 11 hai năm sau đó. Đồng thời, tòa thị chính cũng được cải tạo. Tháp mới của tòa thị chính mảnh mai và cao hơn tháp cũ.